# Harald Konopka
Harald Konopka (Düren, 18 novembre 1952) è un ex calciatore tedesco, di ruolo difensore.

## Palmarès

### Club
- Campionato tedesco: 1

Colonia: 1977-1978
- Coppa di Germania: 3

Colonia: 1976-1977, 1977-1978, 1982-1983